# Халахична држава
Халахична држава (хебр. מדינת הלכה, Medinat Lakha) је јеврејска држава којом управља халаха, јеврејски верски закон.

## Јавно мњење
Анкета јавног мњења коју је у марту 2016. објавио Истраживачки центар Пев, пронашла је велику подршку халахичној држави међу религиозним израелским Јеврејима. Анкета је показала да 86% израелских хареди јевреја и 69% нехареди верских Јевреја подржава доношење халаха израелског законског закона, док се 57% традиционалних Јевреја и 90% секуларних Јевреја противи таквом потезу.

## Подршка јеврејских верских вођа
Лубавичер Ребе је заговарао трансформацију Израела у халахичну државу и пре него што је Месија дошао, а то је исто чинио и Аврохом Јешаја Карелиц.

## Подршка чланова Кнесета и израелских судија
2009. године, министар правде Јаков Неман изјавио је да ће "корак по корак закон Торе постати обавезујући закон у држави Израел. Морамо да вратимо традицију наших предака, учење рабина векова, јер они нуде решење свих питања којима се данас бавимо". Касније је повукао своју изјаву. Према добитнику Израелске награде 2002. Нахуму Раковеру, који је добио награду Јаких Јерушалајим за истраживање употребе јеврејског закона у правном систему, Неманово мишљење није било ништа ново. Рекао је да је идеја подржана Законом о основама закона, донесеним 1980. године, који подстиче судије да користе јеврејски закон у својим одлукама. Јицак Кахан, бивши председник израелског Врховног суда, препоручио је да се јеврејски закон примењује чак и у случајевима постојећег преседана, иако његово мишљење није прихваћено, а бивши министри правде Шмуел Тамир и Моше Нисим заговарали су подучавање судија и правника јеврејском закону да им се обезбеди са потребним знањем за спровођење закона.
У јуну 2019. лидер политичке странке Ткума, Безалел Смотрич, водио је кампању за Министарство правде, рекавши да је тражио портфељ да би "обновио правосудни систем Торе". Премијер Бенјамин Нетанјаху оградио се од коментара и на то место поставио отворено хомосексуалног Амир Охану.
Покушај 2004. оживљавања Синедриона као горњег дома у Израелу такође је оцењен као покушај да се израелска влада пребаци у халахично стање управљања и јуриспруденције.

## Закон за национални идентитет
Израелски кабинет је 2014. изнео закон којим би се Израел дефинисао као "национална држава јеврејског народа", а такође је рекао да ће јеврејски закон бити "извор инспирације" за Кнесет. Ово су неправославни Јевреји видели као корак ка спровођењу православне халахе као закона земље. Међутим, коначна верзија закона није садржала ову предложену клаузулу.